# Caecilia gens
A Caecilia gens előkelő római plebeiusnemzetség volt a köztársasági időkben. A család először az i. e. 5. században bukkant fel, első consuli rangot elnyerő tagja Lucius Caecilius Denter volt i. e. 283-ban. Ettől kezdve az egyik legtekintélyesebb nemzetségnek számítottak. A nemzetség egyfelől Praeneste megalapítójában, Caeculusban, másrészt Aeneas Caecas nevű társában találta meg mitikus ősét.
A gens tagjaira az alábbi cognomenek voltak jellemzőek: Bassus, Denter, Metellus, Niger, Pinna és Rufus. Ezek közül minden kétségen felül a Metellusok a legismertebbek.

## A Caecilius Bassusok
- Quintus Caecilius Bassus, lovag, i. e. 48 – 43 között Syria önkényes helytartója

## A Caecilius Denterek
- Lucius Caecilius Denter, i. e. 284. consulja, i. e. 283-ban praetor. Ebben az évben esett el a szenonok elleni harcban.
- Lucius Caecilius Denter, i. e. 182-ben, később Szicília helytartója
- Marcus Caecilius Denter, a Perszeusz makedón királyhoz menesztett illetve az  egyiptomi Ptolemaioszokat megbékíteni hivatott küldöttség tagja i. e. 173-ban

## A Caecilius Metellusok
- Lucius Caecilius Metellus, i. e. 251. és i. e. 247. consulja
- Quintus Caecilius Metellus, az előbbi fia, i. e. 206. consulja
- Lucius Caecilius Metellus, az előbbi fivére, néptribunus i. e. 213-ban
- Marcus Caecilius Metellus, az előbbiek fivére, praetor i. e. 206-ban
- Quintus Caecilius Metellus Macedonicus, i. e. 206 consuljának fia, i. e. 143. consulja
- Lucius Caecilius Metellus Calvus, az előző fivére, i. e. 142. consulja. Annyit tudunk róla, hogy fivérével együtt tanúskodott Quintus Pompeius ellen, amikor uzsoráskodással vádolták meg.
- Quintus Caecilius Metellus Balearicus, i. e. 143. consuljának legidősebb fia, maga is consul i. e. 123-ban
- Lucius Caecilius Metellus Diadematus, az előző öccse, i. e. 117. consulja
- Marcus Caecilius Metellus, az előzőek öccse, consul i. e. 115-ben
- Caius Caecilius Metellus Caprarius, az előző három öccse, i. e. 113. consulja
  - A négy fivérnek két Caecilia Metella nevű lánytestvére is volt, akik közül az egyik Caius Servilius Vatia, a másik pedig Publius Cornelius Scipio Nasica Serapio felesége lett.
- Lucius Caecilius Metellus Dalmaticus, az előbbiek unokafivére, Calvus fia, consul i. e. 119-ben
- Quintus Caecilius Metellus Numidicus, az előbbi öccse, consul i. e. 109-ben
  - Az előző két fivérnek volt egy Caecilia nevű húga, aki Lucius Licinius Lucullus felesége, általa pedig a híres hadvezér, Lucullus édesanyja lett. Dalmaticusnak szintén volt egy lánya, aki Scaurus, majd Sulla felesége lett.
- Quintus Caecilius Metellus Nepos, Balearicus fia, i. e. 98. consulja
  - Neposnak volt egy lánytestvére, aki Appius Claudius felesége volt.
- Quintus Caecilius Metellus Pius, Numidicus fia, i. e. 80. consulja
- Quintus Caecilius Metellus Celer, Nepos fia, consul i. e. 60-ban
- Quintus Caecilius Metellus Nepos, az előző öccse, consul i. e. 57-ben
- Quintus Caecilius Metellus Pius Scipio, Metellus Pius fogadott fia, Scipio Nasica fia, i. e. 52. consulja
- Quintus Caecilius Metellus Creticus, rokoni kapcsolatai ismeretlenek, i. e. 69. consulja
- Lucius Caecilius Metellus, az előző öccse, i. e. 68. consulja
- Marcus Caecilius Metellus, az előbbiek öccse, praetor i. e. 69-ben, a visszaéléseket vizsgáló bizottság elnöke
- Quintus Caecilius Metellus Creticus, feltehetően i. e. 69. consuljának fia, Cicero ellenfele. Kiléte nem tisztázott.
- Lucius Caecilius Metellus Creticus, valószínűleg i. e. 68. consuljának fia, tribunus i. e. 49-ben
- Marcus Caecilius Metellus, talán az i. e. 69-ben praetori rangban szolgáló M. Caecilius Metellus fia. Egy említése ismeretes i. e. 60-ból, azonban ez akár apjára is vonatkozhat.
- Quintus Caecilius Metellus Creticus, consul i. sz. 7-ben, talán i. e. 69 consuljának unokája

## A Caecilius Nigerek
- Quintus Caecilius Niger, szicíliai születésű, Verres helytartó quaestora, aki megpróbálta átvenni a vádló szerepét Cicerótól a kormányzó ügyében, hogy segítsen urának. Cicero végül Divinatio in Q. Caecilius című beszédével a maga oldalára állította a döntőbírákat.

## A Caecilius Pinnák
- Caecilius Pinna, Licinius Murenával közösen több győzelmet aratott az itáliai szövetségesháborúban (i. e. 91 – 88). Egyes feltevések szerint valójában Quintus Caecilius Metellus Piust jelöli a név, ugyanis Pinnáról nincs több információnk, Piusról viszont tudjuk, hogy jelentős szerepe volt a háborúban.

## A Caecilius Rufusok
- Lucius Caecilius Rufus, Publius Sulla féltestvére, praetor i. e. 57-ben
- Caius Caecilius Rufus, i. sz. 17. consulja

## Más Caeciliusok
- Quintus Caecilius, néptribunus i. e. 439-ben
- Quintus Caecilius, római lovag, Catilina apolitikus sógora, akit Sulla idejében maga Catilina ölt meg. Elképzelhező, hogy azonos a Publius Gabinius pere kapcsán említett Q. Caeciliusszal.
- Quintus Caecilius, római lovag, Lucullus barátja, Titus Pomponius Atticus nagybátyja, híres uzsorás. Mesés gazdagságát (tízmillió sestertiust) a mogorvaságban rajta is túltevő unokaöccsére hagyta. i. e. 57-ben halt meg.
- Titus Caecilius, centurio Afranius seregében. Az ilerdai csatában veszett oda i. e. 49-ben.
- Lucius Caecilius, ismeretlen kilétű szerző, 312–315 körül keletkezett, keresztényüldözéseket feldolgozó, De Mortibus Persecutorum című művét sokan Lactantiusnak tulajdonítják
- Sextus Caecilius (Africanus?), jogtudós(ok?) a római császárkorban, a 2. századból. Ulpianus többször említi a szerző(ke)t művében. Amennyiben különböző személyek voltak, Africanus később élt Sex. Caeciliusnál.
- Argoszi Caecilius, Athénaiosz szerint halászattal foglalkozó író.
- Caecilius Bion, valamikor a i. e. vagy i. sz. 1. századból. Az Idősebb Plinius felhasználta „A növények és más orvosságok tulajdonságairól” címet viselő, mára elveszett művét.
- Caecilius Calactinus, görög rhétor Augustus korában.
- Caecilius Cornutus, praetori rangú férfi Tiberius idején, aki, miután belekeveredett az apja és az ifjú Vibius Serenus közti afférba, öngyilkosságot követett el az igazságtalan ítéletet elkerülendő.
- Thascius Caecilius Cyprianus, Szent Ciprián egyházatya
- Quintus Caecilius Epirota, Titus Pomponius Atticus szabadosa, aki a iskolájában a kortárs költészetet – így Vergiliust is – tanította növendékeinek
- Titus Caecilius Eutychides, Pomponius Atticus szabadosa
- Caecilius Natalis, a pogányság védelmezője Minucius Felix Octavius című párbeszédében. Kiléte nem tisztázott
- Caecilius Rufinus, quaestori rangú férfi. Domitianus censori hatalmát gyakorolva kizárta a senatusból, mert táncolt
- Caecilius Simplex, Vitellius nevezte ki consulnak 69-ben, társa Caius Quintius Atticus volt.
- Caecilius Statius, római komédiaköltő, nem sokkal Terentius előtt élt